# Warren Brittingham
Warren George Brittingham (Saint Louis, Missouri, 2 de setembre de 1886 - El Paso, Texas, 19 de desembre de 1962) va ser un futbolista estatunidenc que va competir a principis del segle xx. El 1904 va prendre part en els Jocs Olímpics de Saint Louis, on guanyà la medalla de plata en la competició de futbol com a membre del Christian Brothers College.
Brittingham es crià a Chihuahua, on els seus pares s'havien traslladat per interessos comercials quan ell tenia menys d'un any. En graduar-se es traslladà a El Paso, Texas, on tenia un ranxo i regentà diversos negocis abans de crear la fàbrica de sabates Brittingham.